# Hito Music Awards
Gli Hito Music Awards sono uno spettacolo annuale di premi musicali Mandopop, presentato da Hit FM a Taiwan. Gli Hito Music Awards sono determinati da un sondaggio del pubblico e dei fan, che possono votare attraverso il sito ufficiale. L'evento è trasmesso nel sud-est asiatico da TVBS-Asia fino al 2018 e da Animax Asia a partire dal 2019 e a Taiwan da TVBS e TVBS Happy Channel.

## Vincitori per ogni edizione
Prima edizione (2003)
- Miglior cantante maschile: Jay Chou
- Miglior cantante femminile: Stefanie Sun
- Miglior gruppo maschile: Energy
- Miglior gruppo femminile: S.H.E
- Miglior band: Shin
- Miglior debutto maschile: A-Do
- Miglior debutto femminile: Evonne Hsu
- Migliori 3 canzoni occidentali: Unbreakable (Westlife), All Rise (Blue), If Tomorrow Never Comes (Ronan Keating)

Seconda edizione (2004)
- Miglior cantante maschile: Jay Chou
- Miglior cantante femminile: Jolin Tsai
- Miglior gruppo maschile: Energy
- Miglior gruppo femminile: S.H.E
- Miglior band: MayDay
- Migliori 3 canzoni occidentali: Anyone Of Us (Gareth Gates), One Love (Blue), Somewhere I Belong (Linkin Park)

Terza edizione (2005)
- Miglior cantante maschile: Jay Chou
- Miglior cantante femminile: Jolin Tsai
- Miglior gruppo maschile: 5566
- Miglior gruppo femminile: S.H.E
- Miglior band: MayDay
- Migliori 3 canzoni occidentali: My Happy Ending (Avril Lavigne), Guilty (Blue), My Prerogative (Britney Spears)

Quarta edizione (2006)
- Miglior cantante maschile: Wang Leehom
- Miglior cantante femminile: Jolin Tsai
- Miglior gruppo maschile: 5566
- Miglior gruppo femminile: Twins
- Miglior band: F.I.R.
- Migliori 3 canzoni occidentali: Because You Live (Jesse McCartney), Guilty (Blue), We Belong Together (Mariah Carey)

Quinta edizione (2007)
- Miglior cantante maschile: Wang Leehom

Sesta edizione (2008)
- Miglior cantante maschile: Wang Leehom

Settima edizione (2009)
- Miglior cantante maschile: Jay Chou

Ottava edizione (2010)
- Miglior cantante maschile: Wang Leehom
- Migliori 3 canzoni occidentali: Poker Face (Lady Gaga), Boom Boom Pow (Black Eyed Peas), Love Story (Taylor Swift)

Nona edizione (2012)
- Miglior cantante maschile: JJ Lin
- Migliori 3 canzoni occidentali: Just The Way You Are (Bruno Mars), What The Hell (Avril Lavigne), Born This Way (Lady Gaga)

Decima edizione (2013)
- Miglior cantante maschile: JJ Lin
- Migliori 3 canzoni occidentali: Payphone (Maroon 5), We Are Never Ever Getting Back Together (Taylor Swift), I Won't Give Up (Jason Mraz)

Undicesima edizione (2014)
- Miglior cantante maschile: JJ Lin
- Migliori 3 canzoni occidentali: When I Was Your Man (Bruno Mars), Applause (Lady Gaga), Let Me Go (Avril Lavigne ft. Chad Kroeger)

Dodicesima edizione (2015)
- Miglior cantante maschile: Jam Hsiao
- Migliori 3 canzoni occidentali: Let It Go (Demi Lovato), Shake It Off (Taylor Swift), Maps (Maroon 5)

Tredicesima edizione (2016)
- Miglior cantante maschile: JJ Lin
- Migliori 3 canzoni occidentali: Hello (Adele), What Do You Mean (Justin Bieber), Bad Blood (Taylor Swift ft. Kendrick Lamar)

Quattordicesima edizione (2017)
- Miglior cantante maschile: Jay Chou
- Migliori 3 canzoni occidentali:We Don't Talk Anymore (Charlie Puth ft. Selena Gomez), 24K Magic (Bruno Mars), Can't Stop The Feeling! (Justin Timberlake)

Quindicesima edizione (2018)
- Miglior cantante maschile: Eason Chan
- Migliori 3 canzoni occidentali: Shape of You (Ed Sheeran), Look What You Made Me Do (Taylor Swift), How Far I'll Go (Alessia Cara)

Sedicesima edizione (2019)
- Miglior cantante maschile: Li Rong Hao
- Migliori 3 canzoni occidentali: Shallow (Lady Gaga e Bradley Cooper), thank u, next (Ariana Grande), Girls Like You (Maroon 5 ft. Cardi B)

Diciassettesima edizione (2020)
- Miglior cantante maschile: Wu Qing-feng
- Migliori 3 canzoni occidentali: Break up with your girlfriend, I'm bored (Ariana Grande), Me! (Taylor Swift ft. Brendon Urie), I Don't Care (Ed Sheeran ft. Justin Bieber)